# The Chair
The Chair è un  singolo del cantautore italiano Mahmood in collaborazione con Martha pubblicato il 23 novembre 2015.